# الدهناء بنت مسحل
الدهناء بنت مسحل شاعرة عربية من العصر الأموي، اشتهرت من خلال شِعرها الذي تشتكي فيه عن زوجها العجاج.

## النسب
هي الدهناء بنت مسحل من بني مالك بن سعد بن زيد مناة بن تميم.

## من شعرها
اشتكت إلى والي الكوفة المغيرة بن شعبة قائلة «إِنِّي مِنْهُ بِجُمْعٍ» أي أن زوجها لا يجامعها. ثم قالت لزوجها:
وقالت:
واختلفت كلمات الأبيات الأخيرة حسب المصدر حيث يروي ابن طيفور أن الأبيات هي: